# اوزون‌درمانی
ازن‌تراپی (به انگلیسی: Ozone therapy) یا ازن‌درمانی به روش درمانی‌ای گفته می‌شود که جزو پزشکی جایگزین حساب می‌شود و در این روش درمانی برای بهبودی و درمان بعضی از بیماری‌ها گاز یا مایع یا محلول ازون‌دار را از طریق خوراکی، تزریقی، پوستی وارد بدن بیمار می‌کنند. معمولاً از این روش برای درمان بیماری‌های سرطان، ایدز، اسکلروز چندگانه استفاده می‌شود با این وجود تعدادی از موسسات علمی معتبر این روش را مؤثر نمی‌دانند و به صورتی که انجمن سرطان آمریکا اعلام کرده است که شواهدی بر استفاده از ازون برای درمان بیماری‌ها نیافته است. از سال ۱۹۹۱، FDA چندین نفر از پزشکان را که از ازن در کلینیک‌های پزشکی برای درمان استفاده کرده بودند تحت پیگرد قانونی قرار داد.
از سال ۱۹۸۵، بیشتر از پانزده کشور مجوز استفاده از ازن تراپی را صادر کرده‌اند و از بین هزاران بیماری که معالجهٔ موفقی داشته‌اند تعدادی از موسسات معتقدند که حتی یک مرگ یا واکنش جدی به ازن گزارش نشده است ولی جدیداً ۵ مورد مرگ در اثر ازن‌درمانی گزارش شده است.
در ایران، برخی از مراکز درمانی مجوزهایی از وزارت بهداشت برای تزریق ازن دریافت کرده‌اند، اما به گفته رئیس سازمان نظام پزشکی تهران، اثربخشی این روش از درمان برای دیسک کمر و گردن تأیید نشده است.
اداره کل تجهیزات پزشکی ایران برخی دستگاه‌ها و روشهای درمان تأیید نشده است مانند بیورزونانس.
ازون‌درمانی دارای ویژگی باکتری‌کشی، قارچ‌کشی و بازدارندگی رشد ویروسی است و مولکول ازن به عنوان ضدعفونی‌کنندهٔ زخم‌ها و معالجهٔ بیماری‌های باکتریایی و قارچی استفاده می‌شود.

## روش‌های متداول
معمولاً برای وارد کردن ازون به بدن از روش‌های متنوعی استفاده می‌شود که در زیر تعدادی از آنها ذکر می‌گردد.
- دریافت ۵۰ تاML ۱۰۰ از خون بیمار و تزریق ازون به آن و باز تزریق خون به خود بیمار که این کار خون را از باکتری‌ها و بیماری‌های عفونی ناشی از [میکوپلاسما] عاری می‌سازد.
- وارد کردن مستقیم ازن به جریان خون از راه تزریق وریدی است در مورد این روش تردیدهایی وجود دارد و احتمال آمبولی گازی را پیش‌بینی می‌کنند که طرفداران این روش آن را نفی می‌کنند و این روش را درست و مفید می‌دانند
- وارد کردن جریان گاز ازون به کولون از راه مقعد یا واژن است معمولاً ازون درمانی به روش تزریق مقعدی یا واژنی به مدت ۳۰ ثانیه، یک تا سه بار در روز در هفتهٔ اول انجام می‌شود، از راه لولهٔ بسیار باریکی که وارد حفرهٔ مورد نظر می‌شود، بیش از نیم لیتر ازون خالص به صورت مرطوب وارد می‌گردد این گاز سپس از دیوارهای [روده] جذب جریان خواهد شد. این فرایند بدون درد بوده و موجب تقویت نیروی حیاتی و احساس نشاط و سرزندگی می‌گردد که ناشی از اکسیژنه شدن و تغذیه خون است
- تزریق گاز ازن در گوش است
- ازنه کردن آب و نوشاندن آن به بیمار است که در درمان بیماری‌های لثه، زخم‌های دهان، برفک دهان، زخم‌ها، سرماخوردگیها و [آنفلوآنزا] و بیماریهای ویروسی کمک می‌کند. نوشیدن آب ازون دار همچنین سطح کلی اکسیژن بدن را افزایش داده و موجب تسریع فرایندهای بهبود می‌شود.
- جذب ازون از طریق پوست است که دوش ازون نامیده می‌شود و استفاده از بخار ازنه نیز در سراسر دنیا توسط متخصصین زیبایی، متخصصین [ستون فقرات]، ماساژ درمان‌ها و سایر متخصصین و پزشکان صورت می‌گیرد
- استفاده از روغن زیتون ازن‌دار شده است. می‌توان یک قاشق چای خوری روغن زیتون ازنه را یک یا دو بار در روز مصرف کرد تا بدن مقدار دایم و یکنواختی از ازون را دریافت کند.

## موارد مهم
لازم است ذکر شود، افرادی که ازن تراپی می‌کنند می‌بایست مقادیر مناسبی (ویتامین ب کمپلکس)، [ویتامین سی]، [ویتامین ای]، [ویتامین آ]، (بتا کاروتن)، [مس]، سلنیوم و مقادیر توصیه شده‌ای از [ناستیل]- [سیستئین] و [روی]استفاده کنند.

## درمان بیماری‌ها
اوزون درمانی ادعای درمان برخی بیماری‌ها را دارد همانند:
- بیماری‌های قلبی و عروقی، عروق مغز، «تصلب شرایین» به‌طور عمومی، و «هایپرکلسترومی» و بازگردانی سرعت «گردش خون» به حالت عادی و درد آنژین صدری را تسکین می‌دهد و عملکرد و جریان خون مغز را بهبود می‌بخشد.
- تأثیر در درمان تومورهای سرطانی، «لنفوم» و «سرطان خون» بدون استفاده از جراحی، تابش یا، شیمی درمانی ممکن است.
- اشکال گوناگون «روماتوئید» و «آرتروز کولاژن»
- آلرژی‌ها
- معکوس کردن روند پیری.
- بهبود «مولتیپل اسکلروزیس»، و سایر بیماریهای عصبی.
- بهتر شدن فقدان عملکرد مغز در بیماری «آلزایمر» و کهولت و بیماری «پارکینسون»
- استفاده خارجی در معالجهٔ جوش، سوختگی، زخمهای پا، زخمهای باز، اگزما، قارچ و دیگر مشکلات پوستی.
- دمیدن ازن از مقعد، برای کولیت، پروستات، آنال فیشر، کاندیدیاسیس، دمیدن واژینال اوزون بسیار مؤثر در کاندیدیاسیس و سایر عفونت‌های قارچی، تریکامیوناسیس و سایر فرم‌های واژینیت مؤثر می‌باشد.
- دمیدن در مثانه بسیار مؤثر در بهبود التهاب مثانه، فیستول مثانه و سرطان مثانه.
- روند درمان ایدز، هرپس، هپاتیت مونوکلئوز و سیروز کبدی.[۲]
- گاهی برای «دوپینگ» ورزشی از روش‌های اوزن‌درمانی استفاده می‌شود.

## مضرات و آسیب‌ها
در بعضی از نشریات علمی مواردی را به عنوان مضرات ازون‌درمانی ذکر کرده‌اند از جمله امکان آزاد کردن رادیکال آزاد در خون بیمار یکی از مشکلات این روش است. و همچنین استفاده بیش از حد یا دوزهای بالا ممکن است موجب ایجاد آسیب‌های جدی در سلول‌های خون و بدن شود.